# 彼得·豪伊特
彼得·豪伊特（1946年5月31日—），加拿大经济学家。他以对新经济增长理论，特别是关于熊彼得范式、创造性破坏及其定量分析的研究而知名。其主要贡献是创造性破坏模型和内生增长理论。
豪伊特1968年毕业于麦吉尔大学，1969年获西安大略大学硕士学士学位。1973年获得以对金融动态原理的研究获西北大学博士学位。1972年成为西安大略大学教师，1977年起为副教授。1980年在耶路撒冷的希伯来大学做客座教授，后于1981年成为加拿大西安大略大学的全职教授。1995年豪伊特离开西安大略大学，1996年成为俄亥俄州立大学的教授，1995年成为图卢兹第一大学客座教授。2000年，豪伊特转到布朗大学任教授并从事研究。1992年被选为加拿大皇家学会会员。